# Erwin Panofsky
Erwin Panofsky, född 30 mars 1892 i Hannover i Tyskland, död 14 mars 1968 i Princeton i New Jersey, var en tysk-amerikansk konsthistoriker, en av de mest betydande i sin generation. Han var far till fysikern Wolfgang Panofsky.

## Biografi
Panofsky emigrerade till USA 1933, där han började undervisa vid Princeton University 1935. Tillsammans med Fritz Saxl lanserade han den ikonologiska metoden, en konsthistorisk trestegsmodell som kom att bli en av de mest använda under mitten av 1900-talet.  Panofsky beskriver i Iconography and Iconology: An Introduction to the Study of Renaissance Art att ikonologi är den förgreningen av konstvetenskapen som studerar verkets innehåll eller mening i motsats till dess form . Han hävdade att form inte kan skiljas från innehåll för färger, linjer, ljus, skugga, volymer och ytor, oavsett hur härliga som visuellt spektakel, måste förstås som bärare av mer än en visuell mening. 

## Ikonografi och ikonologi
Panofsky gjorde även en distinktion mellan ikonografi och ikonologi där det första betecknar själva identifikationen av allegorier, symboler och teman i ett verk medan det sistnämnda betecknar betydelsetolkningen av dessa i sin historiska tillblivelse. Eftersom ikonografin bara samlar och klassificerar men inte låter sig tolka relationerna mellan elementen (allegorier, symboler osv.) och dess olika sammansättningar begränsar sig den konsthistoriska utredningen till en deskriptiv studie. Därför behövs ikonologin, menar Panofsky, en vetenskap som även tolkar och försöker förklara samtidens inflytande på ett verk, religiöst, politiskt eller filosofiskt. Panofskys ikonologi söker alltså förklara ett kulturellt uttryck, låt oss säga en tavla, som ett symptom för en kulturs underliggande principer. Detta är något som är centralt i Panofskys idebildning då en målning ska fungera som en konceptualisering av en konstnärs uppfattning av sin värld och går tvärs emot Heinrich Wölfflin men bör särskiljas från Svetlana Alpers och Michael Baxandall kontextualiseringar av Rembrandt respektive renässanskonsten som är inriktade på produktionsvillkoren för ett verk.
Vad som skiljer Panofskys metod från tidigare konstvetenskaplig forskningsteori är även det självkontrollerande elementet som ingår i varje fas av modellen. För att utföra en bildanalys efter Panofskys schema krävs erfarenhet och akademisk utbildning inom bland annat stil- och typhistoria samt att slutsatserna ska kunna förankras i litterära källor. Detta är nödvändigt för att förhindra att tolkningen blir subjektiv eller att slutsatser dras för intuitivt, vilket tyder på en metodologisk medvetenhet och en granskning av forskningsprocessen som inte varit lika påtaglig tidigare.